# Ancud (comuna)
Ancud es una comuna chilena, ubicada en la Provincia de Chiloé, Región de Los Lagos. Su capital es la ciudad del mismo nombre, que es el primer asentamiento urbano de importancia en Chiloé, viniendo desde el norte (vía Chacao). La comuna tiene una forma aproximadamente rectangular y se encuentra rodeada de mar por tres de sus lados, mientras el cuarto limita con las comunas de Dalcahue y Quemchi.

## Historia
Ancud obtiene su nombre del mapudungun "valle grande". También desde esta lengua otros autores la dictan como "cerros ventrudos" o "tierra fértil".
La isla de Chiloé fue conquistada por los españoles en 1567 y, luego del despueble de las ciudades del sur de la Capitanía General a causa de la rebelión mapuche de 1598, adquirió gran importancia estratégica y las autoridades coloniales temían que fuese tomada por potencias enemigas, de hecho estuvo a punto de ocurrir en 1602 y 1643. Sin embargo, no fue hasta el 20 de agosto de 1767 que una real orden de Carlos III mandó fortificar el norte del archipiélago.
La orden fue cumplida en 1768, cuando el gobernador de Chiloé, Carlos de Beranger y Renaud, ordenó que los vecinos de San Antonio de Chacao se trasladaran hacia el oeste para fundar la Villa y Fuerte Real de San Carlos de Chiloé. Desde entonces, pasó a ser el asiento del gobierno y pronto se convirtió en el principal puerto de Chiloé, al ser el sitio en que atracaba el barco que llegaba todos los años desde El Callao con el Real Situado para el ejército y por ser un sitio defendido por un sistema de fortificaciones.
Durante el proceso de independencia de Chile, varias expediciones partidarias de la causa realista recalaron en San Carlos para hacerse de más combatientes que fueran a combatir contra los independentistas. Luego de la derrota de los realistas en la batalla de Maipú (1818), solo permanecieron fieles a la corona española Chiloé y la plaza fuerte de Valdivia, pero esta última cayó en enero de 1820. El gobernador Antonio de Quintanilla organizó la resistencia y logró repeler con éxito el ataque contra el fuerte Ahui en 1820 y la expedición de Freire en 1824. En la siguiente expedición, comandada por Ramón Freire en 1826, las fuerzas chilenas cambiaron su estrategia, se dirigieron directamente hacia San Carlos y lograron vencer en los combates de Pudeto y de Bellavista en enero de 1826, luego de eso ambas partes firmaron el tratado de Tantauco, en un lugar ubicado unos 30 km al sur de la ciudad, con lo que Chiloé pasó a formar parte de Chile.
Solo unos pocos meses más tarde el sargento mayor Manuel Fuentes apresó al nuevo gobernador, José Santiago Aldunate y en una asamblea declaró la independencia de Chiloé, pero su rebelión fue sofocada en julio del mismo año.

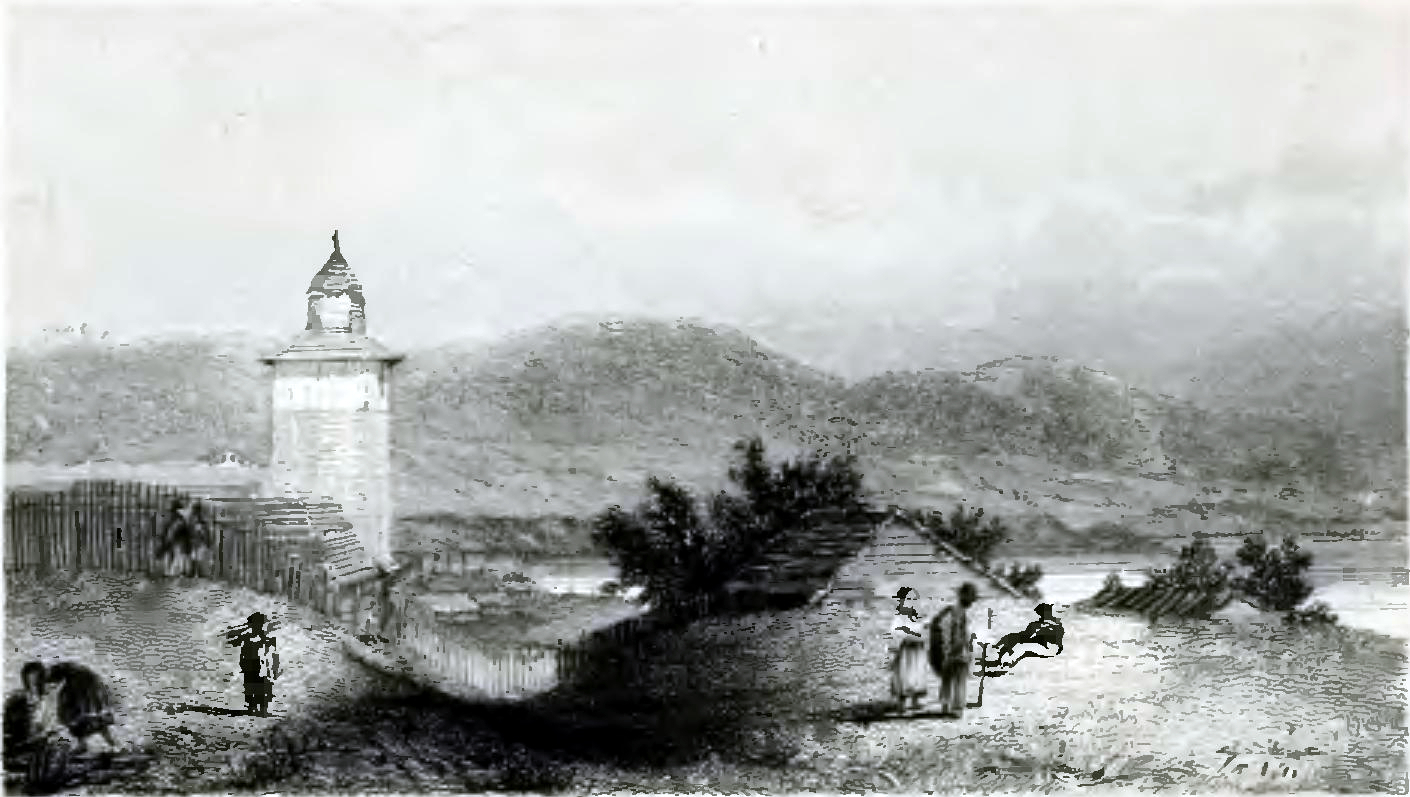
Dibujo de San Carlos en 1829, en el relato del primer viaje del Beagle y Adventure a América del Sur.

Debido a una solicitud que las autoridades locales y los habitantes del lugar hicieron en 1832, el 4 de julio de 1834 el nombre del poblado se cambió de San Carlos de Chiloé a Ancud y se le otorgó el título de ciudad y se la designó capital de la provincia de Chiloé en vez de Castro, rango que mantendría hasta el año 1982. Poco antes de esta ley, en junio de 1834, la ciudad fue visitada por Charles Darwin, durante el segundo viaje del Beagle.
Por una bula del papa Gregorio XVI, en 1840 se erigió la diócesis de San Carlos de Ancud, cuya jurisdicción abarcaba desde la Araucanía al estrecho de Magallanes. El primer obispo en presidirla fue Justo Donoso Vivanco, creador del colegio llamado Seminario Conciliar.
En 1843 la zona del estrecho de Magallanes quedó bajo soberanía efectiva de Chile, luego de que una expedición salida de Ancud a bordo de la goleta Ancud tomara posesión de la zona y construyera el fuerte Bulnes.
La catedral, la Intendencia, los edificios públicos del centro cívico y 500 casas fueron destruidas por un incendio en 1879. La nueva catedral, construida de hormigón, fue consagrada el 1 de enero de 1900.
A fines del siglo XIX se establecieron colonos europeos en sectores cercanos a Ancud, como Huillinco, Pumanzano y Huicha, pero muchos de ellos no soportaron las condiciones de vida y emigraron al centro de Chile o a sus países de origen.
En 1924, la ciudad tenía 4295 habitantes y contaba con 8 colegios de enseñanza primaria, una escuela profesional y con un colegio alemán.
El terremoto y maremoto de 1960 causó daños importantes en la ciudad y varios cientos de muertos en la comuna. Además, se consideró que la catedral de la ciudad corría el riesgo de desplomarse y fue dinamitada.

## Geografía

### Relieve
La comuna de Ancud se encuentra emplazada en las unidades geomorfológicas de Cordillera de la costa con tectónica de hundimiento y planicie marina o fluviomarina; y presenta según la clasificación climática de Köppen clima templado lluvioso (Cfb), clima templado lluvioso con leve sequedad estival (Cfb (s)) y clima templado lluvioso frio con leve sequedad estival (Cfc (s)).

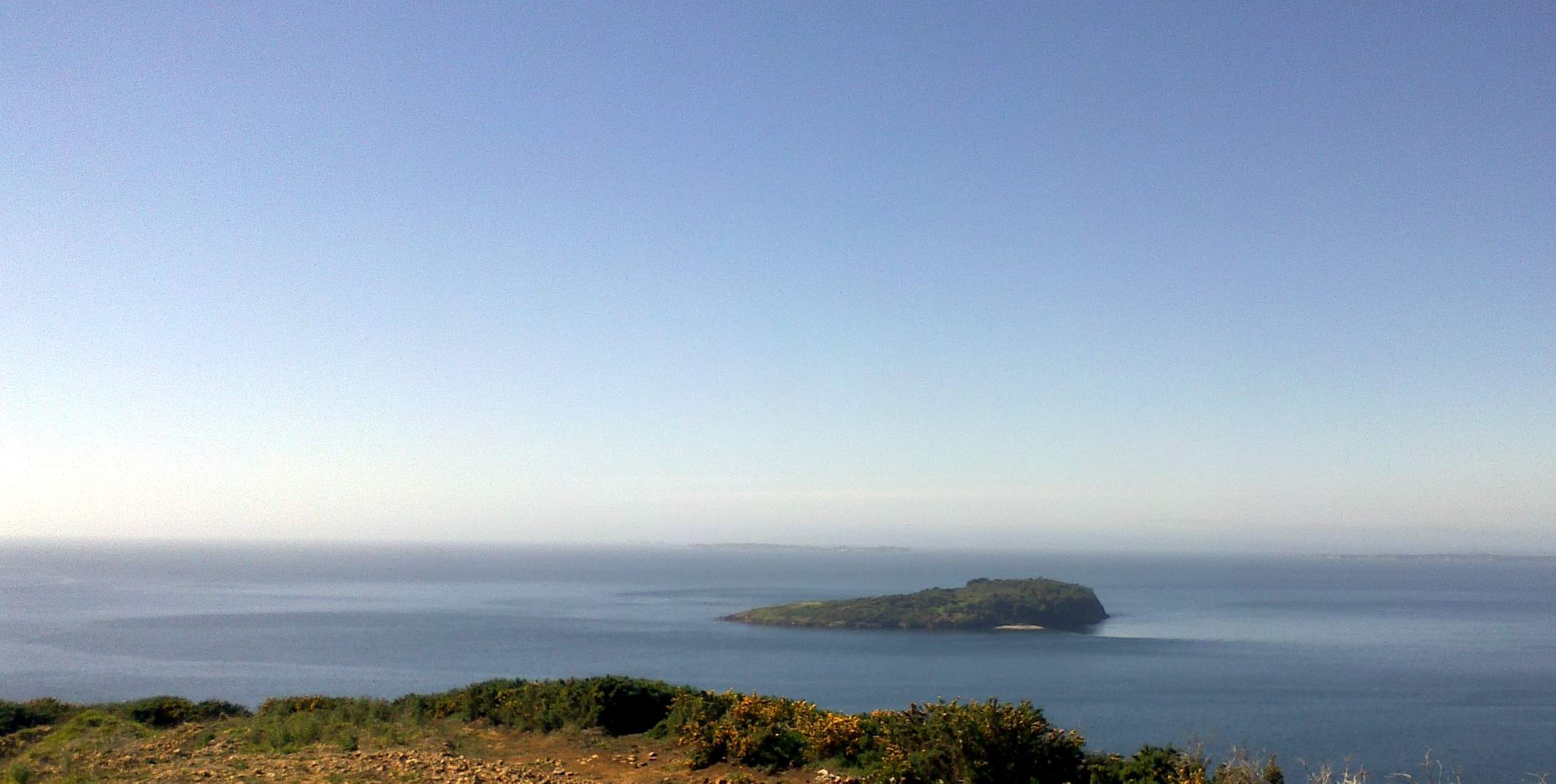
Isla Cochinos, vista desde el cerro Huaihuén.

En el lado norte se encuentra el canal de Chacao que separa a la Isla Grande de América del Sur y a él desembocan los ríos Pudeto, Mutrico y otros menores. En el lado noroeste sobresale la península de Lacuy, que para Roberto Maldonado sería una isla unida a Chiloé por la acumulación de residuos en la zona de Mar Brava en tiempos remotos. Esta península se cierra sobre la bahía de Ancud y el golfete de Quetalmahue y tiene numerosas ensenadas y puntas, entre las que se encuentran Guabún, Huechucuicuy y Guapacho.
La ciudad de Ancud está construida principalmente sobre varias colinas y planicies en el lado sur de la boca del golfo de Quetalmahue y tiene al sureste el estuario del río Pudeto, zona de interés geológico que comprende el denominado «Complejo volcánico Ancud» con una superficie de 728 ha cuya edad ronda el Oligoceno Superior-Mioceno Inferior.
En el interior del canal, se hallan la isla Cochinos y la isla Lacao. Otro accidente de la costa norte en la punta San Gallán, en donde se pretendía erigir el extremo sur del llamado «Puente Bicentenario» que uniría Chiloé al continente.

### Hidrografía

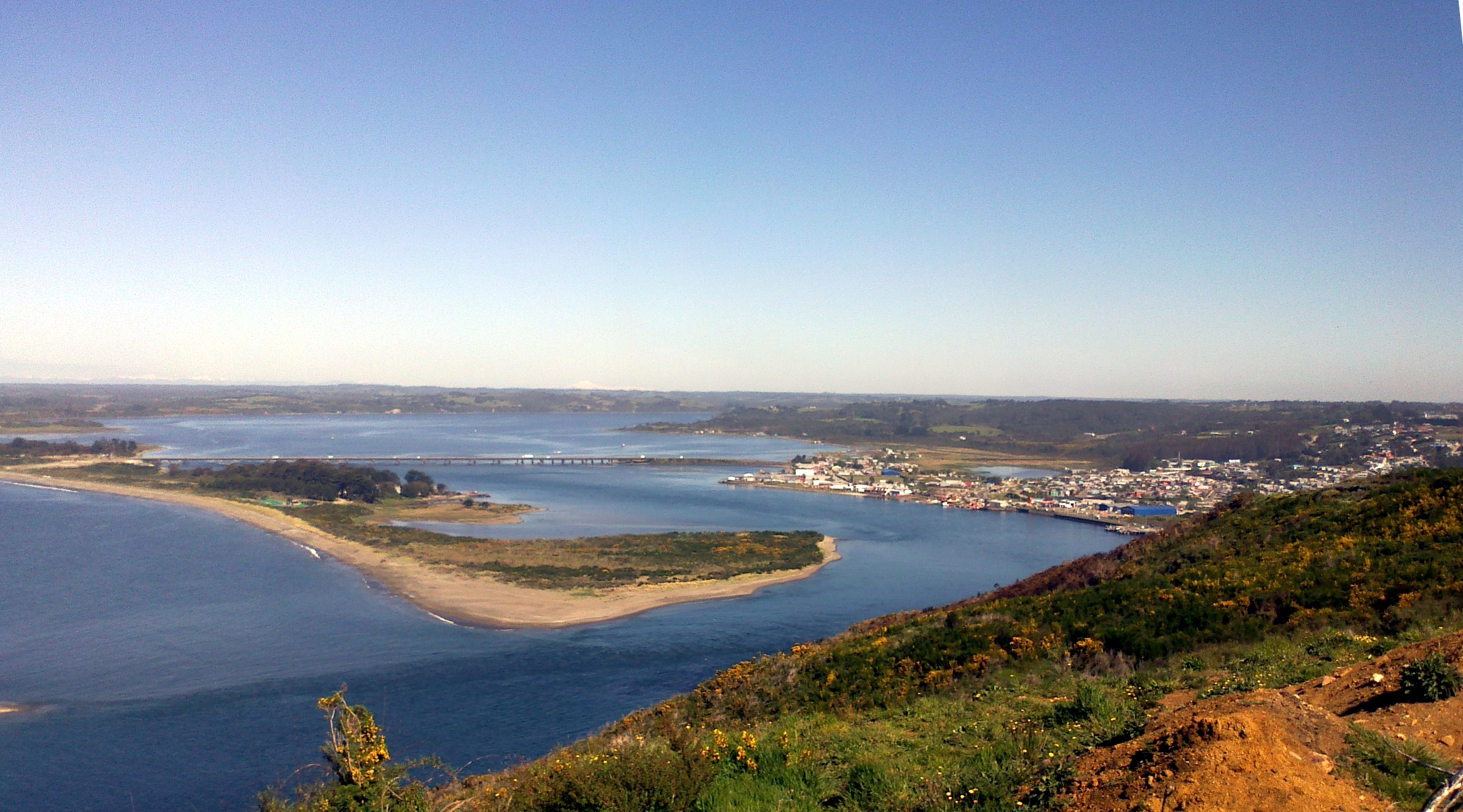
Río Pudeto, vista desde el cerro Haihuén.

La isla de Chiloé posee 56 hoyas hidrográficas, clasificadas como una sola cuenca hidrográfica denominada "Islas de Chiloé y Circundantes". De ellas, cinco drenan sus aguas hacia la bahía de Ancud y el canal de Chacao y existen otras que drenan sus aguas al Pacífico.  
La mayor cuenca hidrográfica de Chiloé es la del río Chepu, cuya desembocadura se encuentra en la costa occidental de la comuna. Este río drena las aguas de casi toda la vertiente oriental de la cordillera de Piuché y una parte de sus humedales, como la laguna Coluco tienen la calidad de Monumento Nacional en la categoría "Santuario de la Naturaleza".
El río Pudeto, curso de agua de régimen pluvial navegable que drena una cuenca de 843 km² y que forma un estuario de aproximadamente 13 km de longitud y una extensión de 13 km. El río ha creado terrazas y una planicie de inundación.
El río Pudeto posee doce afluentes, entre los que se encuentran los ríos Quempillén, Huillinco, Llanco, Coquiao o Mallamó, Negro y San Antonio; estos dos últimos forman las dos cuencas tributarias más importantes: la primera abarca 482 km², mientras que la segunda un total de 123 km².
Otras cuencas de menor envergadura la conforman los ríos Huicha, Guyundén y Quilo.

### Componentes bióticos
Dentro del territorio de la comuna se pueden hallar los siguientes ecosistemas:
- Bosque laurifolio templado costero donde predominan el tenío (Weinmannia trichosperma) y la tepa (Laureliopsis philippiana).
- Bosque resinoso templado costero donde predomina el alerce (Fitzroya cupressoides).
- Bosque siempreverde templado interior donde predominan el roble (Nothofagus nitida) y el mañío hembra (Podocarpus nubigenus).

### Medidas de protección ambiental y conflictos socioambientales
Hasta 2022, la comuna de Ancud cuenta con las siguientes zonas que cuentan con algún nivel de protección ambiental:
- Ampliación Parque Nacional  Chiloé (Sitios Ley 19.300)[16]
- APP "Serafín González" (Iniciativa de Conservación Privada)[17]
- Ayunpulli (Iniciativa de Conservación Privada)[18]
- Caulín (Sitios ERB)[19]
- Comunidad Ecológica Bosques de Chiloé (Iniciativa de Conservación Privada)[20]
- Cuenca del Río Chepu (Sitios ERB)[21]
- Estación Biológica Senda Darwin (Iniciativa de Conservación Privada)[22]
- Guabún (Sitios ERB)[23]
- Huerto orgánico de frutales menores (Piluco) (Iniciativa de Conservación Privada)[24]
- Humedal Circuito Humedales Pudeto Bajo (Humedal urbano)[25]
- Humedales de Chepu (CODEFF) (Iniciativa de Conservación Privada)[26]
- Las Violetas (Iniciativa de Conservación Privada)[27]
- Lliunco de la Montaña (Sitios ERB)[28]
- Los Aviones (Iniciativa de Conservación Privada)[29]
- Los ejes de mi carreta (Iniciativa de Conservación Privada)[30]
- Monumento Natural Islotes de Puñihuil (Monumento Natural)[31]
- Noroeste de Chiloé (Sitios ERB)[32]
- Parque Ahuenco (Iniciativa de Conservación Privada)[33]
- Parque Nacional Chiloé (Parque Nacional)[34]
- Reserva Marina Pullinque (Reserva Marina)[35]
- Rivera Rio Negro (Iniciativa de Conservación Privada)[36]
- Santa Patricia (Iniciativa de Conservación Privada)[37]
- Santuario de la Naturaleza Humedal costero y Laguna Quilo (Santuario de la Naturaleza)[38]
- Santuario de la Naturaleza Humedales de la cuenca de Chepu (Santuario de la Naturaleza)[39]
- Senderos de Chepu (Iniciativa de Conservación Privada)[40]
- Sin Nombre (Héctor Cárcamo) (Iniciativa de Conservación Privada)[41]
- Sin Nombre (Rolando Maturana) (Iniciativa de Conservación Privada)[42]

## Población

### Demografía
| Localidad                      | Población (2017) | Viviendas (2017) | Categoría INE |
| ------------------------------ | ---------------- | ---------------- | ------------- |
| Ancud                          | 38.991           | 16.959           | Ciudad        |
| Chacao                         | 450              | 157              | Aldea         |
| Pupelde la Playa               | 121              | 33               | Caserío       |
| Puntra Estación                | 25               | 16               | Caserío       |
| Cifras según el censo de 2017. |                  |                  |               |

Según el informe del censo de 2017, Ancud tiene una población de 38 991 habitantes, de los cuales 19 029 son hombres y 19 962, mujeres. De acuerdo al censo de 2002, esta cifra era de 39 946 habitantes, de los cuales 19 793 eran hombres y 20 153, mujeres.
El crecimiento de la población se ha reducido en los últimos años. En 1992, la población alcanzaba los 37 516 habitantes, con lo que la tasa de crecimiento intercensal 1992-2002 fue del 1,06 % anual, mientras que entre 2002-2012 fue de 1,02 %.
La esperanza de vida de los ancuditanos en el decenio 1997-2006 fue de 76,09 años, superior a la tasa país que alcanzó a los 75,5 años al año 2006. Para el año 2009, la tasa bruta de natalidad alcanzó el 16,0‰ y la tasa bruta de mortalidad, el 6,3‰, mientras que la tasa de mortalidad infantil fue del 5,9‰. Estas cifras permiten establecer un proceso de envejecimiento de la sociedad ancuditana en la que la mayor parte de la población tendrá sobre 35 años en 2020, superando al grupo etario joven, dominante en este momento.
Por localidades, la distribución poblacional dentro de la comuna de Ancud es la siguiente:

### Composición étnica
| Pueblos indígenas de Ancud (censo de 2002) | Pueblos indígenas de Ancud (censo de 2002) | Pueblos indígenas de Ancud (censo de 2002) |
| Etnia                                      | Población                                  | %                                          |
| ------------------------------------------ | ------------------------------------------ | ------------------------------------------ |
| Aimara                                     | 8                                          | 0,2                                        |
| Atacameño                                  | 3                                          | 0,1                                        |
| Kawésqar                                   | 34                                         | 1,0                                        |
| Kolla                                      | 2                                          | 0,1                                        |
| Mapuche                                    | 3278                                       | 97,9                                       |
| Quechua                                    | 12                                         | 0,4                                        |
| Rapanui                                    | 5                                          | 0,1                                        |
| Yagán                                      | 7                                          | 0,2                                        |
| Total                                      | 3349                                       | 8,4                                        |

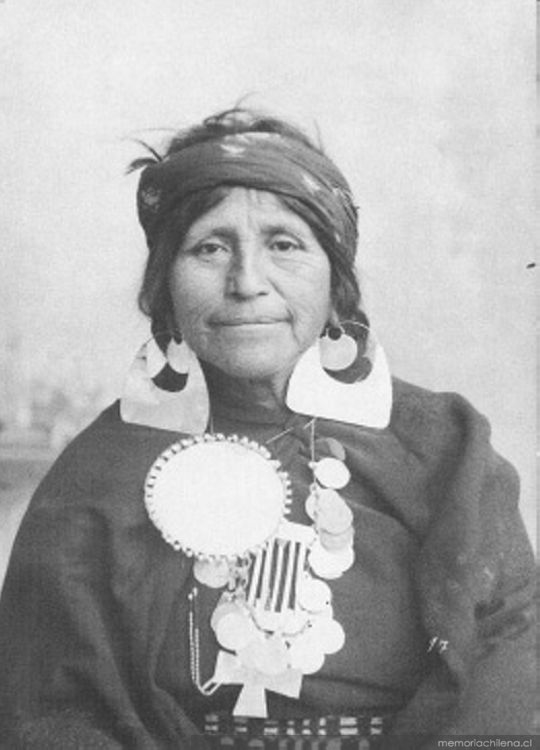
Mujer mapuche de La Araucanía, c. 1890.

A pesar de que el Estado de Chile no realiza alguna clasificación étnica de su población y, más bien, la considera un grupo étnicamente homogéneo, existen fuentes que consideran que el grueso de la población chilota —a la que pertenecen los habitantes de Ancud— desciende principalmente de la mezcla entre la población indígena y los colonizadores caucasoides. Además, algunos estudios genéticos indican que la población de esta zona aparece relacionada con la etnia Huilliche en el Chiloé septentrional, y con poblaciones fueguinas en el Chiloé meridional, mientras que otras investigaciones de patrones morfológicos óseos indican que posiblemente existe un parentesco biológico con los chonos.
Según el censo de 2002, el 8,4 % de la población ancuditana, 3349 personas de 14 años o más, se declaró indígena y perteneciente a ocho de los nueve grupos étnicos reconocidos en la legislación chilena —en mayo de 2008, se añadió a la comunidad diaguita, la que no se contabilizó en el censo de 2002—. Del total de la población aborigen, el 97,9 %, se declaró mapuche; el 0,2 % aimara, el 0,4 % quechua, el 0,1 % kolla, el 0,1 % rapanui, el 0,1 % atacameño, el 1,0 % kawésqar y el 0,2 % yagán. Otros grupos, como los pueblos caucahue, chono y cunco, están extintos.

### Sociedad
Según la encuesta CASEN, la pobreza está reflejada en la comuna se redujo desde un 10,6 % en 2003 a 8,06 % en 2009 —del cual un 0,71 % correspondió a indigentes y un 7,37 %, a personas viviendo por debajo de la línea de pobreza—, cifras que son significativamente inferiores a la que presenta el país con un 15,1 % en 2009.
Respecto al Índice de desarrollo humano (IDH), la comuna ha mejorado durante los últimos años, dado que mientras en 1994 dicho indicador era 0,671 lo que la situaba en el lugar 150.º dentro de las comunas de Chile, en el año 2000 pasó a ocupar la posición 140.ª con un IDH igual a 0,693. Para el año 2003, el IDH alcanzó a 0,705 posicionándola en el lugar 123.º dentro de las 346 comunas existentes en el país. Si se considera una meta ideal de desarrollo humano y la brecha que la separa de ésta, se observa que desde 1994, a nivel comunal ha existido una reducción de tal brecha en un 21,0 % para el caso de la salud, 16,2 % en educación y 27,7 % en ingresos, con un total de 22,2 % en reducción.
Así, comparativamente respecto a las 42 comunas de la región, Ancud tiene un alto nivel de desarrollo humano al año 2003. Sin embargo, si se descompone por dimensiones, se observa que tal desarrollo en el ámbito de la salud es bajo, en educación es medio y a nivel de ingresos es muy alto.

### Religión
| Religión en Ancud (censo de 2002) | Religión en Ancud (censo de 2002) | Religión en Ancud (censo de 2002) |
| Credo                             | Fieles                            | %                                 |
| --------------------------------- | --------------------------------- | --------------------------------- |
| Catolicismo                       | 23 650                            | 80,93                             |
| Evangélica                        | 2883                              | 9,87                              |
| Ninguna, agnosticismo y ateísmo   | 1341                              | 4,59                              |
| Otro                              | 1348                              | 4,61                              |
| Total                             | 29 222                            | 100                               |

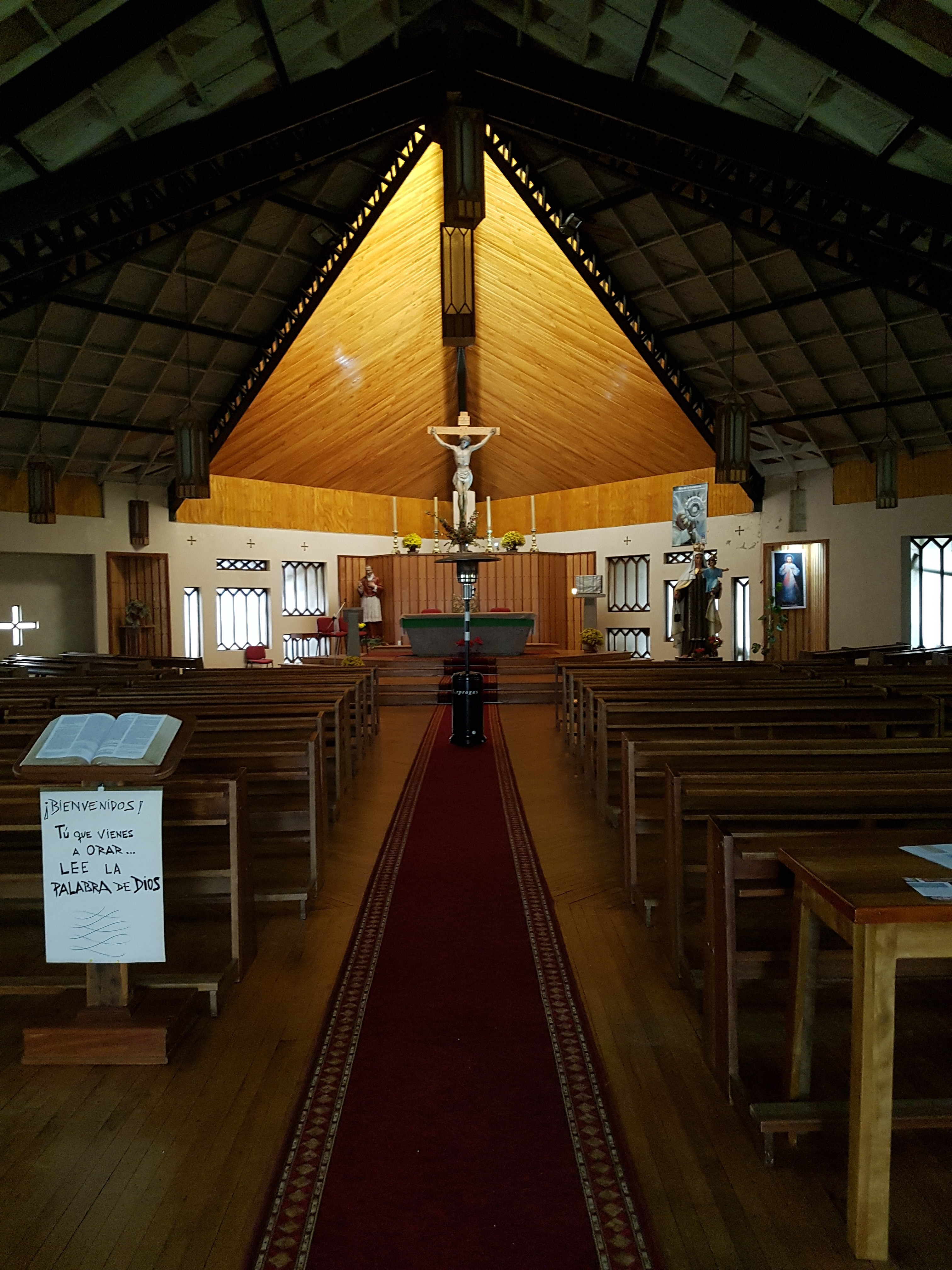
Interior de la catedral de Ancud.

A nivel comunal, el catolicismo es la religión predominante y goza de gran influencia en la sociedad local; de hecho, Ancud es cabecera de la denominada «Diócesis de San Carlos de Ancud» —en latín: Dioecesis Sancti Caroli Ancudiae—, que fue creada mediante la Bula «Ubi Primum» del Papa Gregorio XVI el 1 de julio de 1840, haciéndose sufragante de la Arquidiócesis de Santiago y disponiendo como Patrono de su iglesia Catedral a San Carlos Borromeo. La comuna aglutina a tres de las cinco parroquias de la Zona Pastoral Norte, que incluye a «El Sagrario» (Catedral) en la ciudad de Ancud, «San Antonio» en Chacao y «San Ramón» en Nal.
Fue al alero del Obispado de Ancud, que en 1975 se creó la «Comisión Diocesana de Cultura Chilota», instancia desde donde nació el «Programa de Protección y Desarrollo del Patrimonio Arquitectónico de Chiloé», tendiente a implementar una serie de proyectos de recuperación patrimonial con las comunidades locales del Archipiélago de Chiloé, y en especial de sus iglesias en madera, declaradas posteriormente Patrimonio de la Humanidad por la UNESCO. Por otro lado, en 1976 se crea la «Fundación Diocesana para el Desarrollo de Chiloé» (FUNDECHI) cuyo objetivo fue la defensa de los Derechos Humanos y la labor evangelizadora, institución que lideraría la denuncia al Proyecto Astillas Chiloé de origen japonés.
Según el censo de 2012, de una población total de 29 222 ancuditanos de 15 años o más, el 80,93 % se consideró católico; el 9,87 % evangélico y el 6,61 % profesó otra religión. El 4,59 % se declaró agnóstico, ateo o ignoró su credo.

## Cultura
El patrimonio cultural de la comuna está muy vinculado al existente en todo el archipiélago de Chiloé; este presenta rasgos que la diferencian del resto del país: una prolífica riqueza folclórica y cultural derivada tanto de su aislamiento como del sincretismo entre las creencias indígena y española.
La comuna está formada tanto por su patrimonio inmaterial como por su patrimonio material; entre estos, se encuentran aquellos bienes declarados monumentos nacionales de Chile por un consejo homónimo de acuerdo a lo estipulado en la Ley 17288. Estos sitios de interés cultural son:
| Id.  | Monumento                                                       | Comuna | Ubicación | Decreto                             | Tipo | Imagen                                               |
| ---- | --------------------------------------------------------------- | ------ | --- | ----------------------------------- | ---- | ---------------------------------------------------- |
| 702  | Castillo de Ahui                                                | Ancud  | 41°49′46″S 73°51′18″O / -41.829497, -73.855122 Península de Ahui                                                              | D. S. 127 29 de abril de 1991       | MH   |                                                      |
| 2182 | Corrales de pesca de piedra Complejo patrimonial de 18 corrales | Ancud  | 41°54′51″S 73°30′43″O / -41.914107, -73.511993 Playas comprendidas entre Punta Concura y Alto Lamecura, en el Golfo de Ancud. | D. E. 1314 21 de septiembre de 2005 | MH   |                                                      |
| 701  | Fuerte de Chaicura                                              | Ancud  | 41°50′34″S 73°52′15″O / -41.842788, -73.870794 Península de Lacuy                                                             | D. S. 744 24 de marzo de 1926       | MH   |                                                      |
| 2069 | Fuerte de San Carlos y polvorín                                 | Ancud  | 41°51′42″S 73°49′39″O / -41.861775, -73.827493 Calle Baquedano                                                                | D. 16 27 de enero de 2009           | MH   |                                                      |
| 1867 | Reliquias bomberiles del Cuerpo de Bomberos de Ancud            | Ancud  | 41°52′07″S 73°49′41″O / -41.868652, -73.827956 Cuartel General, calle Eleuterio Ramírez N.º 210                               | D.E. 823 22 de junio de 2005        | MH   | Reliquias bomberiles del Cuerpo de Bomberos de Ancud |

     MH: Monumento Histórico

## Administración política
Ancud pertenece al distrito electoral n.º 58 y a la 17.ª Circunscripción Senatorial (Los Lagos Sur).
Es representada en la Cámara de Diputados del Congreso Nacional por los diputados Carlos Ignacio Kuschel y Alejandro Santana de RN y Jenny Álvarez del PS. A su vez, es representada en el Senado por los senadores Rabindranath Quinteros del PS y Iván Moreira de UDI.
La Ilustre Municipalidad de Ancud es dirigida por Carlos Gómez, y el concejo municipal está integrado por:
- Eduardo Delgado (PPD)
- Nelson Delgado (PS)
- María Luisa Rojas Alvarado (DC)
- Álex Muñoz (UDI)
- Rodolfo Norambuena (IND)
- Marco Velázquez

## Atracciones turísticas
Culturales:

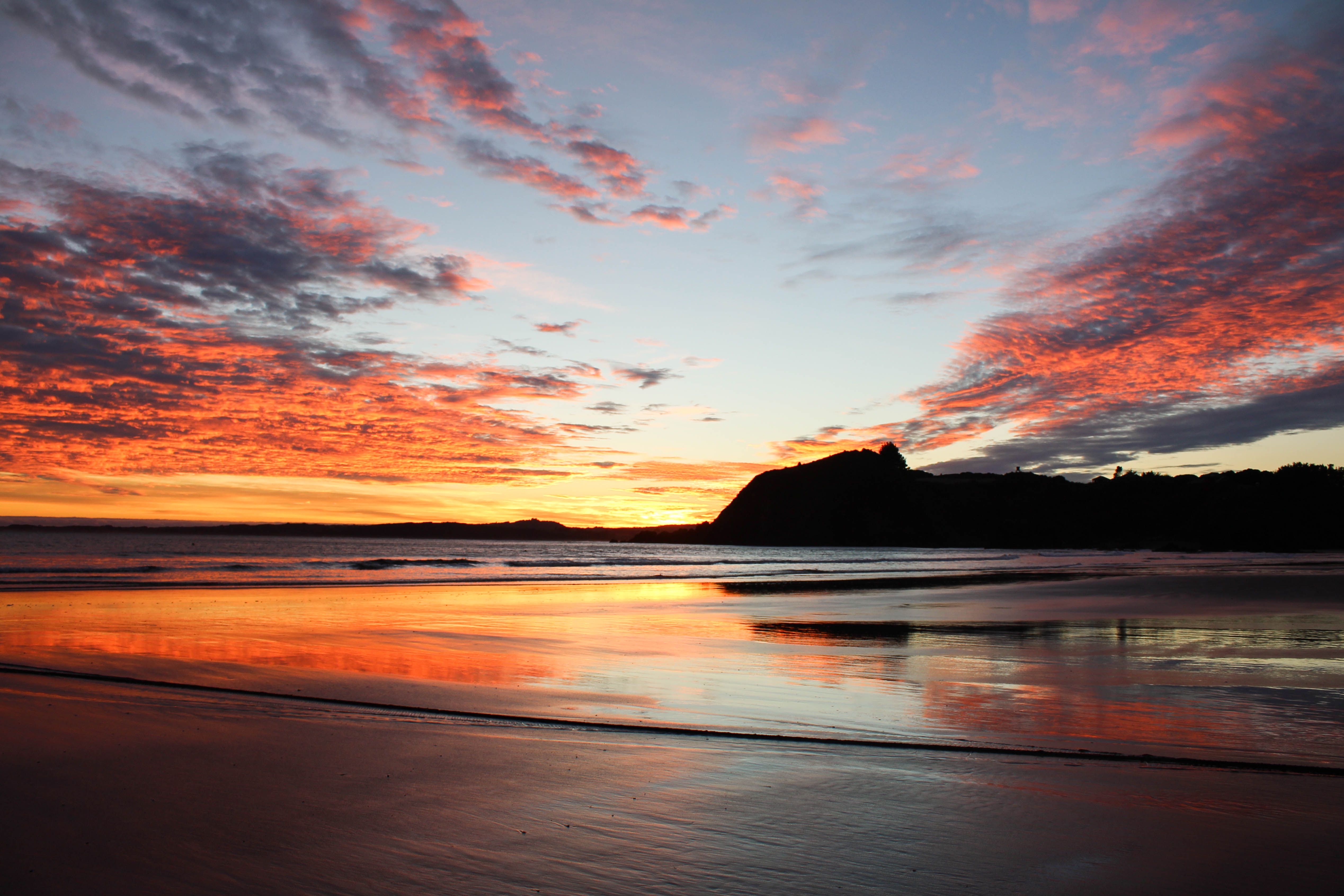
Amanecer Monumento Natural Islotes de Puñihuil

- El Fuerte San Antonio. Fue construido en 1820, y sus muros y los cañones se encuentran bien conservados. El edificio ofrece una vista panorámica de la ciudad y sus alrededores. Fue el último bastión español en América del Sur (1826).
- El Fuerte de San Carlos corresponde al sitio fundacional de la ciudad en 1768, y en el lugar existe un polvorín de la época.
- La Catedral de Ancud es el principal templo religioso de la ciudad, y se trata de una edificación construida después del terremoto de 1960, en el mismo lugar del templo destruido durante ese suceso.
- En la Plaza de Armas se halla el Monumento de los Bomberos delante de la Municipalidad, así como diversas esculturas de figuras de la mitología de Chiloé.
- El Museo Regional que se halla en un edificio histórico explica la cultura y la historia chilota. En el patio hay una réplica de la goleta Ancud. El museo exhibe también un impresionante esqueleto de una ballena azul.
- En la calle F. Errázuriz se encuentra una muestra de las iglesias patrimoniales en el Ex Convento Inmaculada Concepción de Ancud. A unas cuadras la Iglesia de San Francisco también merece una visita.
- La costanera Avenida Salvador Allende es una de las calles más pintorescas con varios monumentos y parques. La avenida ofrece una vista panorámica de la ciudad y la bahía.
- En el mercado y en la feria artesanal hay artesanía en madera y lana así como productos del mar y del campo.
- EL Museo de Quilo

Naturales:
- Playa Arena Gruesa ubicada en los bordes de la ciudad.
- La comuna posee atractivos naturales como el río Chepu, las pingüineras de Puñihuil, la hermosa playa turística de Mar Brava.
- Existen emprendimientos de agroturismo en el sector de Caulín y Punta Chilen.
- Playa Caulin, considerado como santuario de las aves debido a la gran cantidad de aves migratorias y estacionarias que se avistan durante todo el año, además de estar protegida por el E.C.M.P.O caulin (espacio costero marítimo de los pueblos originarios)

## Medios de comunicación

### Radioemisoras
FM
- 88.5 MHz Radio Quellón
- 89.7 MHz Radio Corporación
- 90.1 MHz Radio Esperanza
- 90.7 MHz Nuevo Tiempo
- 91.9 MHz El Conquistador FM
- 92.5 MHz Radio Estrella del Mar
- 93.1 MHz Radio Armonía
- 93.7 MHz Radio Pudahuel
- 94.5 MHz Radio Insular
- 95.1 MHz Radio Nahuel
- 96.1 MHz Radio Caramelo
- 96.7 MHz Radio Tropical Stereo
- 97.3 MHz Radio Edelweiss
- 98.1 MHz Radio Pudeto
- 99.3 MHz Radio Bío-Bío
- 99.9 MHz Radio Cooperativa
- 101.1 MHz Radio Ancud FM
- 101.7 MHz Radio NiTanRetro FM
- 102.1 MHz Radio Energía
- 103.7 MHz Radio Punto 7
- 104.7 MHz Alternativa Radio
- 105.5 MHz Positiva FM
- 106.5 MHz ADN Radio Chile
- 107.7 MHz Radio Visión

### Televisión

#### TDT
- 5.1 - Canal 13 HD
- 5.2 - T13 En Vivo
- 5.31 - Canal 13 One Seg
- 7.1 - TVN HD
- 7.2 - NTV
- 7.31 - TVN One Seg
- 11.1 - Chilevisión HD
- 11.2 - UChile TV
- 11.31 - Chilevisión One Seg

#### TV Cable
- 2 - Décima TV (VTR)
- 5 - NiTanRetro TV (INET)
- 52 - Décima TV (INET)
- 53 - Canal del Sur (INET)
- 54 - La Tejuela Sur (INET)